# Diocèse de Barisal
Le diocèse de Barisal (Dioecesis Barisalensis) est un siège de l'Église catholique au Bangladesh, suffragant de l'archidiocèse de Chittagong. Son évêque est Emmanuel Kanon Rozario.

## Territoire
Le diocèse comprend la division de Barisal au Bangladesh.
Le siège épiscopal est à Barisal, où se trouve la cathédrale Saint-Pierre.
Le territoire est subdivisé en 5 paroisses.

## Histoire
Le diocèse est érigé le 29 décembre 2015 par le pape François, recevant son territoire du diocèse de Chittagong (aujourd'hui archidiocèse),,. À l'origine, il était suffragant de l'archidiocèse de Dacca.
À partir du 2 février 2017, il fait partie de la nouvelle province ecclésiastique de Chittagong.

## Ordinaires
- Lawrence Subrata Howlader (en)[4], C.S.C., du 29 décembre 2015 au 19 février 2021
  - Lawrence Subrata Howlader, C.S.C., administrateur apostolique du 19 février 2021 au 21 juin 2022
- Emmanuel Kanon Rozario, depuis le 21 juin 2022[5]

## Statistiques
- En 2015, le diocèse comptait 16 165 baptisés pour 14 158 350 habitants (0,1%), 22 prêtres dont 5 réguliers, 10 religieux et 46 religieuses dans 8 paroisses[6].